# Albertsbahn AG

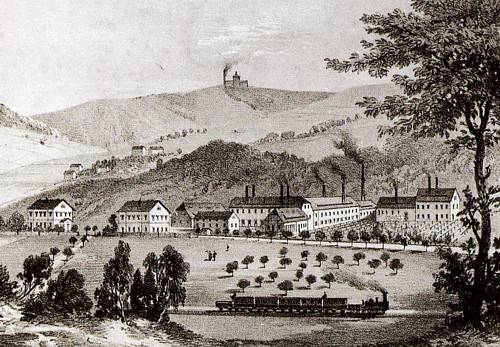
Zug der Albertsbahn in Hainsberg (undatiert)

Die Albertsbahn AG war ein 1853 gegründetes Eisenbahnunternehmen in Sachsen. Die Gesellschaft war Eigentümer und Betreiber der Bahnstrecke Dresden–Tharandt und einiger anschließender Zweigbahnen zu den Steinkohlenschächten im Döhlener Becken. Die bedeutendste der Zweigbahnen – die Hänichener Kohlenbahn – wurde wegen ihrer schwierigen Trassierung als „Sächsische Semmeringbahn“ überregional bekannt.

## Geschichte

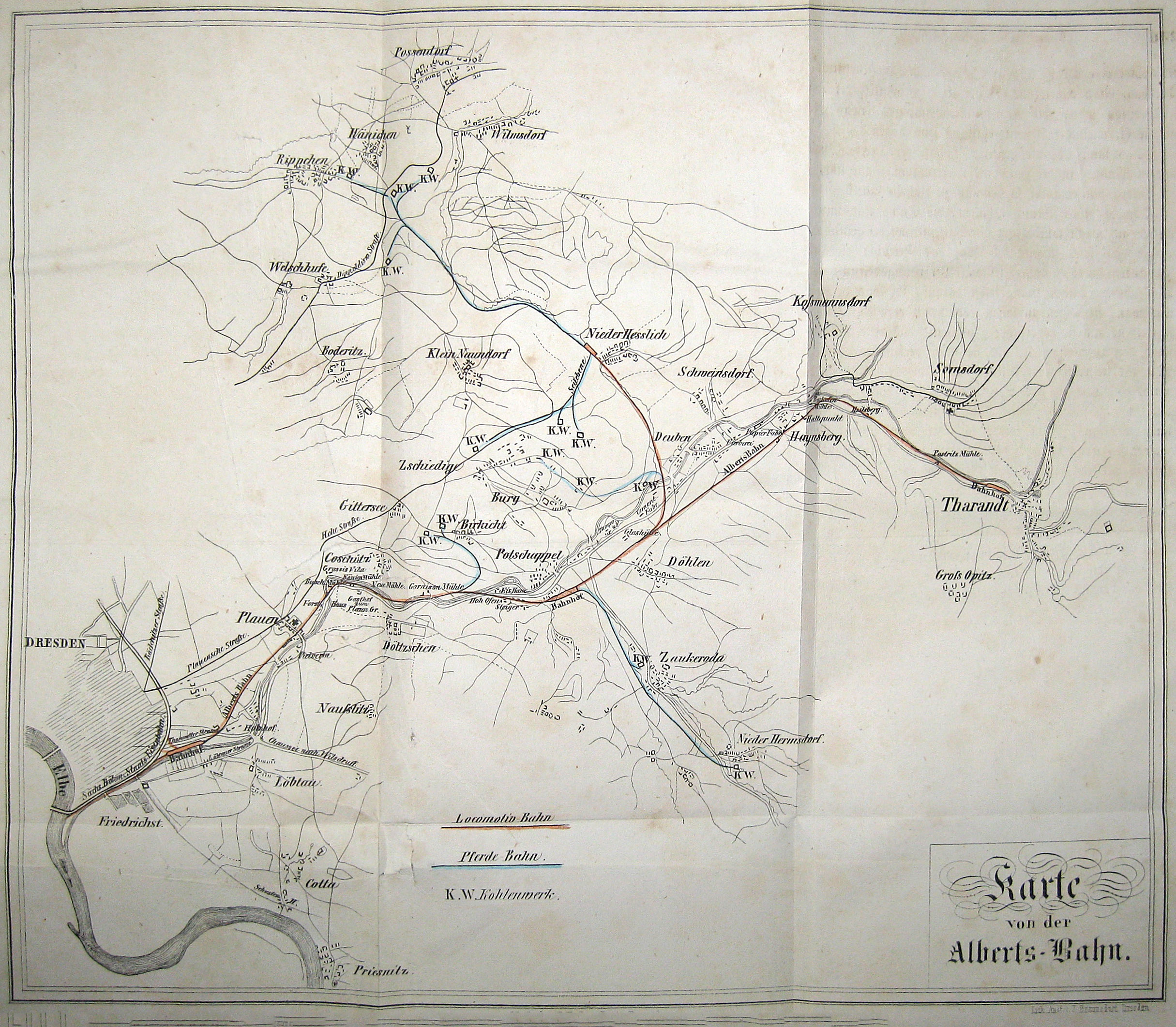
Karte der geplanten Strecken zu Beginn der Arbeiten 1853

Die Steinkohlengruben im Plauenschen Grund hatten um 1850 mit zunehmender Konkurrenz durch englische Steinkohle und dem Wettbewerbsvorteil der Kohle des Zwickauer Steinkohlenreviers zu kämpfen, die seit Fertigstellung der Sächsisch-Bayrischen Staatseisenbahn und der Leipziger Verbindungsbahn per Eisenbahntransport preiswert in angestammte Absatzgebiete geliefert werden konnte. So war es das Bestreben der Direktoren des Hänichener Steinkohlenbauvereins, Emil Becker und Otto Schneider, dem durch den Bau einer eigenen Eisenbahnlinie durch den Plauenschen Grund bis Tharandt entgegenzuwirken. Ein entsprechendes Gesuch wurde daraufhin 1851/1852 vom Sächsischen Landtag beraten und durch die Regierung eine Konzession erteilt. Man verband dies aber mit der Forderung, die Bahn so auszuführen, dass sie als Teil einer möglichen Dresden-Freiberger Eisenbahn genutzt werden kann. Ebenso sollte sie für alle im Plauenschen Grund ansässigen Steinkohlengruben zugängig sein. Interesse an einer Anbindung bekundeten auch die Wagenbauanstalt Schrumpf in Dresden, die Eisenhüttenwerke des Barons von Burgk, die chemische Fabrik Reichard und die Maschinenbauanstalt Petzold in Potschappel, die Kesselfabrik Lattermann in Zauckerode, die Tonwarenfabrik Knieling, die Zementfabrik Michael in Döhlen, die Papierfabrik Thode sowie die Färberei Römer in Hainsberg. Sachsen sicherte sich ein Vorkaufsrecht, war aber per Beschluss der Ständeversammlung vom 21. Mai 1852 nicht bereit, sich finanziell am Bau der Bahnlinie zu beteiligen. Man war aber trotzdem zuversichtlich, die veranschlagten Baukosten in Höhe von 1.700.000 Talern durch das große Interesse an den Aktien aufbringen zu können.
Am 14. Juni 1853 wurde in Dresden die Albertsbahn AG gegründet und deren Statuten mit 1168 gegen 62 Stimmen beschlossen. Die Leitung für den Bau der Albertsbahn hatte seit 23. Juli 1853 der Oberingenieur und Eisenbahnpionier Guido Brescius inne. Der erste Spatenstich zum Bau der Bahn, die mit Genehmigung des Kronprinzen Albert von Sachsen dessen Namen tragen durfte, erfolgte am 12. September 1853.
Die 14 km lange Hauptstrecke wurde am 28. Juni 1855 eröffnet. Sie war eingleisig ausgeführt, aber der Unterbau für zwei Gleise vorgesehen. Von ihr zweigten weitere Güterbahnen mit einer Länge von fast 25 km in die benachbarten Bergwerke und zu Verladeplätzen ab, deren Ausführung gegenüber der ursprünglichen Planung mehrfach korrigiert wurde:
- Elbezweigbahn in Dresden (2. April 1856)
- Deubener Kohlenbahn (2. April 1856)
- Niederhermsdorfer Kohlezweigbahn (1. Dezember 1856)
- Hänichener Kohlenzweigbahn (1. April 1857)

Die Rippiener bzw. Hänichener Kohlenbahn (genannt Windbergbahn) ist die bekannteste Zweigbahn. Sie führt von Birkigt (heute Ortsteil von Freital) nach Hänichen (heute Ortsteil von Bannewitz) hinauf und wurde am 1. April 1857 für den Güterverkehr und schließlich am 21. Dezember 1907 auch für den Personenverkehr in Betrieb genommen. Sie ist auch als die „Sächsische Semmeringbahn“ bekannt.
Die Bedeutung der Stammstrecke, die ihren Ausgangspunkt am Albertsbahnhof in Dresden hatte, nahm erst zu, als sie 1862 eine Fortsetzung von Tharandt nach Freiberg durch die Sächsischen Staatseisenbahnen gefunden hatte. Heute ist diese Strecke Teil der Bahnstrecke Dresden–Werdau, und damit der Sachsen-Franken-Magistrale bis nach Nürnberg.
Die Konzession für die Albertsbahn war zunächst auf 20 Jahre bis 1873 befristet. Infolge des Deutschen Kriegs 1866 strebte das Königreich Sachsen jedoch eine Verstaatlichung seiner Eisenbahnen an. Die Albertsbahn AG setzte diesen Plänen keinen Widerstand entgegen, waren doch die erhofften reichen Gewinne für die Aktionäre ausgeblieben. So ging die Albertsbahn AG am 1. Juli 1868 für 2.862.800 Taler in das Eigentum des sächsischen Staats über. Die Aktionäre erhielten als Ausgleich noch für die restlichen fünf Jahre der Konzessionsdauer eine Dividende, die sich aus den durchschnittlichen Gewinnen der vergangenen 15 Jahre errechnete.

## Lokomotiven und Wagen

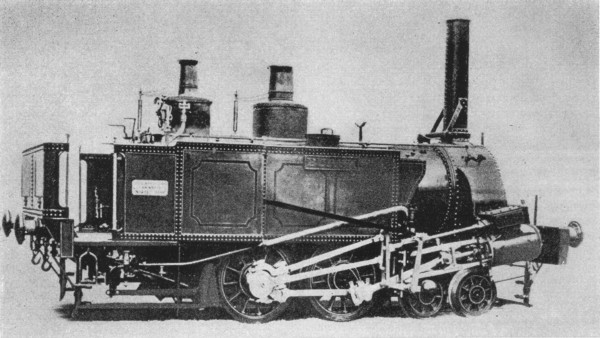
Lokomotive Burgk der Albertsbahn AG

Als Betriebsmittel waren 1853 vier Dampflokomotiven mit drei Tendern, zwölf Personenwagen, vier Packwagen und 300 Güterwagen zur Beschaffung vorgesehen.
Für die Hauptstrecke Dresden–Tharandt erwarb die Albertsbahn 1855 als Erstausstattung drei Schlepptenderlokomotiven von Hartmann in Chemnitz. Sie waren die ersten dreifach gekuppelten Lokomotiven dieses Herstellers und einer sächsischen Eisenbahn überhaupt. Die Lokomotiven erhielten die Namen Glückauf, Hartmann und Tharandt. Eine weitestgehend baugleiche vierte Lokomotive Neue Hoffnung kam 1863 hinzu.
Für den Betrieb der Hähnichener Kohlenbahn beschaffte die Albertsbahn 1857 drei kleine Tenderlokomotiven des gleichen Herstellers, nachdem sich die Lokomotive Friedrich August des Dresdner Herstellers W. Bayer als untauglich erwiesen hatte. Mit ihrem voranlaufenden Drehgestell wiesen sie eine gute Bogenläufigkeit auf. Damit konnten sie auch die engen Radien der Werksgleise auf den Steinkohlenschächten befahren. Die Lokomotiven trugen die Namen Elbe, Windberg und Steiger. Zwei weitere Lokomotiven mit den Namen Freiberg und Burgk folgten 1858 und 1886.